# 冬花火 (奥華子の曲)
「冬花火」（ふゆはなび）は、奥華子の楽曲。彼女の13枚目のシングルとして2014年1月22日にポニーキャニオンからCDが発売された。
前作「シンデレラ」からおよそ2年ぶりのシングル曲で、片思い中の女性の気持ちを題材とした楽曲。
本曲のPVは、奥が2013年12月25日にニコニコ生放送「ニコラジ」に出演した際の映像をもとにした「ライブペインティングPV（仮）ver.」が2014年1月初頭にニコニコ動画およびYouTubeで先行公開され、後に鈴木まりや（SNH48/AKB48）が主演する正式作品が公開された。
シングル盤にはタイトル曲を含む新曲3曲のほか、タイトル曲の弾き語りバージョンも収録される。初回生産盤には、2014年2月開催のスペシャルライブの応募はがきが封入された。

## 収録曲
| 全作詞・作曲: 奥華子。 |                                 |           |            |                  |      |
| #                      | タイトル                        | 作詞      | 作曲・編曲 | 編曲             | 時間 |
| 1.                     | 「冬花火」                      | 奥華子    | 奥華子     | su-kei, 津村友華 | 4:49 |
| 2.                     | 「あなたと電話」                | 奥華子    | 奥華子     | ha-j             | 4:55 |
| 3.                     | 「ぬくもり」                    | 奥華子    | 奥華子     | 奥華子           | 3:53 |
| 4.                     | 「冬花火 (弾き語りver.)」       | 奥華子    | 奥華子     | 奥華子           | 4:47 |
| 5.                     | 「冬花火 (Instrumental)」       | 奥華子    | 奥華子     |                  | 4:49 |
| 6.                     | 「あなたと電話 (Instrumental)」 | 奥華子    | 奥華子     |                  | 4:55 |
| 合計時間:              | 合計時間:                       | 合計時間: | 28:34      |                  |      |

## 収録アルバム
- 君と僕の道 (#1, #2)